# Ethniki Odos 63
Die Ethniki Odos 63 (griechisch Εθνική Οδός 63 ‚Nationalstraße 63‘) ist eine Straßenverbindung in Nordost-Griechenland. Sie verbindet die EO 12 mit der Grenze zwischen Bulgarien und Griechenland (Grenzübergang Kulata-Promachonas). Weitgehend parallel verläuft die (2024) noch nicht überall fertiggestellte Autobahn Aftokinitodromos 25 (A 25) mit der Europastraße 79, die an die bulgarische Autobahn Awtomagistrala Struma anschließt. Teilweise ist die EO 63 durch die griechische Autobahn ersetzt.

## Verlauf
Die Straße beginnt rund 5 km westlich von Serres (Σέρρες) in Lefkonas (Λευκώνας) an der Straße Ethniki Odos 12 führt zunächst über Kato Christo (ab hier parallel zur und teilweise auf der Autobahn A 25) nach Nordwesten über Paleokastro sowie Vamvakofito und an Sidirokastro (Σιδηρόκαστρο) vorbei an den Fluss Strymonas (bulgarisch Struma). Hier zweigt die Straße Ethniki Odos 65 nach Westen ab. Dem Fluss folgt sie, bis Promachonas nicht getrennt von der Autobahn, nach Norden zur Grenze zu Bulgarien, die sie rund ein Kilometer weiter nördlich am wichtigsten Grenzübergang in diesen Nachbarstaat überschreitet.